# サイバー大学の人物一覧
サイバー大学の人物一覧（さいばーだいがくのじんぶついちらん）は、サイバー大学に関係する人物の一覧記事。

## 教職員

### IT総合学部
- 黒須正明（客員教授、研究者、ユーザビリティ分野での第一人者）
- 森戸裕一（専任教員、起業家）

### 教養科目の教員
- 荒俣宏（客員教員、博物学者、図像学研究家、小説家、収集家、神秘学者、妖怪評論家、翻訳家、タレント。玉川大学客員教授。武蔵野美術大学客員教授）
- 似鳥昭雄（客員教員、株式会社ニトリの創業者で同社代表取締役社長）
- 長内順一（客員教員、元衆議院議員(2期)、元札幌市議会議員(2期)、ニトリ特別顧問・社長補佐、公益財団法人似鳥国際奨学財団専務理事、エジプト「太陽の船復元研究所」副所長・専務理事等）
- 神田紅（客員教員、講談師、随筆家）
- 久保田裕（客員教員、社団法人コンピュータソフトウェア著作権協会(ACCS)専務理事・事務局長）
- 見城美枝子（客員教員、フリーアナウンサー、随筆家(エッセイスト)、ジャーナリスト、評論家、ニュースキャスター。青森大学社会学部教授、日本リーダー養成協会理事長。三越の元社外取締役で現在は顧問）
- 三枝成彰（客員教員、作曲家、株式会社メイ・コーポレーション代表取締役、東京音楽大学教授）
- 佐藤孝吉（客員教員、日本テレビ放送網顧問、エグゼクティブディレクター、大正大学招聘教授）
- 嶋聡（客員教員、元衆議院議員(3期9年)、ソフトバンク社長室長、東洋大学非常勤講師）
- 高野孟（客員教員、早稲田大学客員教授、ジャーナリスト、『インサイダー』編集長）
- 小川靖彦（客員教授、日本上代文学(万葉集および万葉学史)・書物学(おもに中国文化圏の巻子本)研究者,青山学院大学文学部日本文学科教授。文学博士）
- 平野暁臣（客員教員、空間メディアプロデューサー、一級建築士、株式会社現代芸術研究所代表取締役、岡本太郎記念館館長、日本イベント業務管理者協会名誉会長）
- 平山廉（客員教員、古生物学者、早稲田大学教授）
- 松原仁 (情報工学者)（客員教員、情報工学者、公立はこだて未来大学教授、工学博士）
- 水口義朗（客員教員,ジャーナリスト）
- 小林至（客員教員、元プロ野球ロッテ投手、プロ野球チーム運営者、江戸川大学社会学部経営社会学科スポーツビジネスコース教授、福岡ソフトバンクホークス海外担当兼中長期戦略担当部長）
- 出口敦（客員教員、建築学者、都市計画家、アーバンデザイナー、東京大学大学院新領域創成科学研究科教授、工学博士）
- 野末陳平（客員教員、放送作家、経済評論家、元参議院議員、元WWF常任理事）
- 宮本隆治（客員教員、ノースプロダクション所属のフリーアナウンサー、司会者、タレント）
- 李修京（客員教員、韓国出身の歴史社会学者、博士(社会学)、東京学芸大学人文・社会科学系（アジア言語・文化研究分野）准教授）
- 村井純（客員教員、情報工学者、慶應義塾大学環境情報学部長兼慶應義塾大学環境情報学部教授、JUNET設立者、WIDEプロジェクトFounder、日本ネットワークインフォメーションセンター(JPNIC理事)）

## 著名な出身者
- 中川晃教（シンガーソングライター、俳優）